# Elias de Lestrange
Pour les articles homonymes, voir Lestrange (homonymie).
Élias (Hélie) de Lestrange, mort le 17 juillet 1418, est un évêque français.

## Biographie
Élias est le fils de Falcon de Lestrange, seigneur de Lestranges dans le Limousin.  Il est le frère (ou le neveu) de Guillaume, l'archevêque de Rouen. Élias est évêque de Saintes en 1381 et du Puy et assiste aux conciles de Pise et de Constance. Elias est d'un des derniers partisans de l'antipape Benoît XIII.
Lestrange passe pour un savant théologien. Il publie, dans un synode tenu au couvent des cordeliers, des règlements  qui prouvent à la fois la rigueur des habitudes claustrales de cette époque et la vigilance du prélat.